# Blücherturm

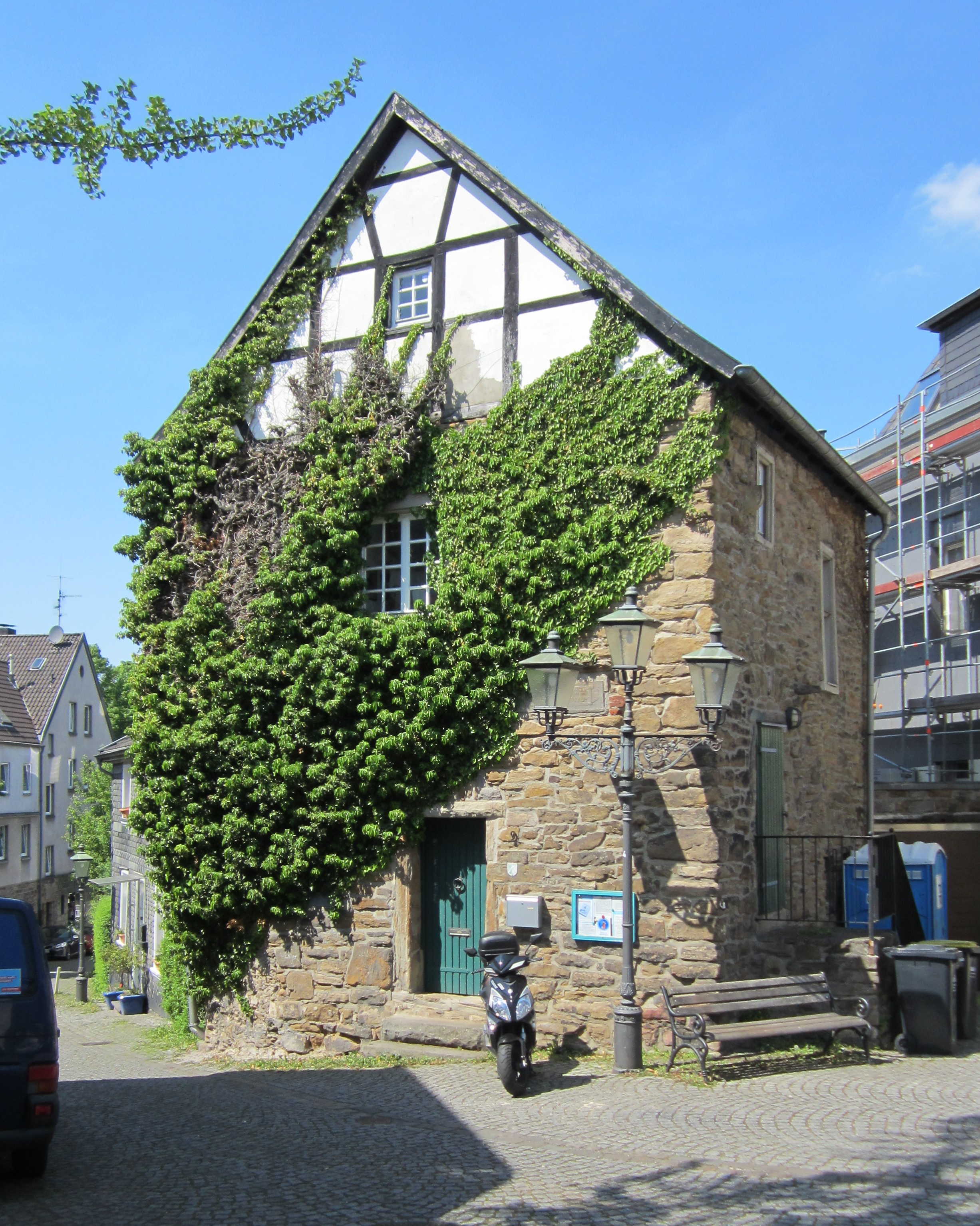
Blücherturm

Der im Volksmund Blücherturm genannte Rellinghauser Gerichtsturm steht im heutigen Essener Stadtteil Rellinghausen und seit 1985 unter Denkmalschutz.

## Geschichte
In seiner Funktion als Gerichtsturm wird der aus Bruchsteinen erbaute Blücherturm erstmals 1567 urkundlich erwähnt. Der Spitzname seines letzten Bewohners verlieh ihm seinen Namen. Es war ein Polizist, der dem preußischen Generalfeldmarschall Gebhard Leberecht von Blücher ähnelte und in Rellinghausen als Blücher bekannt war. Der Turm diente der Gerichtsbarkeit im damaligen Stift Rellinghausen, das bis 1803 bestand. Im Laufe seines mehrhundertjährigen Bestehens hat der Turm unterschiedlichen Zwecken gedient. Im 16. Jahrhundert war er 25 Jahre lang Schauplatz der Rellinghauser Hexenprozesse. Insgesamt 39 Frauen und Männer wurden zwischen 1570 und 1595 zu Hexen und Hexern erklärt und hingerichtet.

Über der Eingangstür findet sich der Satz eingemeißelt:

„RES PUBLICA IN USUM REI PUBLICAE ME FIERI FECIT“

 (Die Gemeinde ließ mich zum Wohle der Gemeinschaft erstehen.).
Der Turm ist seit 1997 im Besitz der Bürgerschaft Rellinghausen-Stadtwald e.V. und wurde durch sie umfangreich restauriert. Hierbei wurde die Bürgerschaft durch die NRW-Stiftung unterstützt. Der angelehnte Efeustamm ist in die Liste der Naturdenkmale in Essen eingetragen.